# Otwarte mistrzostwa świata teamów seniorów w brydżu sportowym – Rand Cup
Rand Cup – Otwarte mistrzostwa świata teamów seniorskich w brydżu sportowym. W zawodach tych startować mogą zespoły seniorów z różnych krajów bez ograniczeń na liczbę zawodników z poszczególnych federacji. Zawody odbywają się w co 4 lata w latach parzystych nieprzestępnych.
Analogiczne zawody to:
- teamy open (rozgrywane od roku 1978): Rosenblum Cup;
- teamy kobiet (rozgrywane od roku 1994): McConnell Cup;
- teamy mikstowe (rozgrywane od roku 1962);
- oraz pary seniorów (rozgrywane od roku 1990): Hiron Trophy.

## Podsumowanie medalowe
Poniższa tabela pokazuje zawodnicy z jakich krajów zdobyli medale. Jeśli w drużynie, która zdobyła medal, występowali zawodnicy z kilku krajów to każdemu z tych krajów jest on przyznany. Najechanie myszką nad liczbę medali pokazuje numery zawodów na których te medale zostały zdobyte. Dane można sortować według krajów lub liczby medali.
| Anglia            | Anglia    | 1                   |   | 1 |
| Austria           | Austria   | 2                   |   |   |
| Bułgaria          | Bułgaria  | 1                   |   |   |
| Francja           | Francja   | 1                   |   | 1 |
| Holandia          | Holandia  | 1                   | 1 | 2 |
| Indonezja         | Indonezja | _00_00_01_Indonezja |   | 1 |
| Izrael            | Izrael    | 3                   |   |   |
| Kanada            | Kanada    | 1                   |   | 1 |
| Polska            | Polska    | 2                   | 2 | 1 |
| Stany Zjednoczone | USA       | 4                   | 5 | 2 |
| Razem             | Razem     | 16                  | 8 | 9 |

## Miejsca medalowe
| Otwarte Mistrzostwa Świata Teamów Seniorów w brydżu sportowym | Otwarte Mistrzostwa Świata Teamów Seniorów w brydżu sportowym       | Otwarte Mistrzostwa Świata Teamów Seniorów w brydżu sportowym                                                      |
| Lp                                                            | Miejsce                                                             | Zespół i skład |
| ------------------------------------------------------------- | ------------------------------------------------------------------- | --- |
| 6:                                                            | 2014, 10 do 25 października, Sanya, (Chiny) 22 zespoły              | 2014, 10 do 25 października, Sanya, (Chiny) 22 zespoły                                                             |
| 6:                                                            | 1                                                                   | Milner Michel Bessis, Philippe Cronier, Apolinary Kowalski, Hemant Lall, Reese Milner, Jacek Romański              |
| 6:                                                            | 2                                                                   | Sternberg Neil Chambers, Billy Eisenberg, Arnold Fisher, Fred Hamilton, John Schermer, James Marsh Sternberg       |
| 6:                                                            | 3                                                                   | Hacket Paul Hackett, John Holland, Christian Mari, John Sansom                                                     |
| 6:                                                            | 3                                                                   | Lewis Jurek Czyzowicz, Ross Grabel, Mark Itabashi, Dan Jacob, Linda Lewis, Paul Lewis                              |
| 5:                                                            | 2010, 1 do 16 października, Filadelfia, (USA) 34 zespoły            | 2010, 1 do 16 października, Filadelfia, (USA) 34 zespoły                                                           |
| 5:                                                            | 1                                                                   | HACKETT Paul Hackett, Gunnar Hallberg, Garey Hayden, John Holland, Reese Milner                                    |
| 5:                                                            | 2                                                                   | TEAM MARKOWICZ Julian Klukowski, Victor Melman, Roald Ramer, Jerzy Russyan, Szelomo Zeligman, Wiktor Markowicz     |
| 5:                                                            | 3                                                                   | GABRIAL UI Michael Bambang Hartono, Henky Lasut, Eddy Manoppo, Denny Jacob Sacul, Munawar Sawiruddin               |
| 4:                                                            | 2006, 9 do 24 czerwca, Werona, (Włochy) 42 zespoły                  | 2006, 9 do 24 czerwca, Werona, (Włochy) 42 zespoły                                                                 |
| 4:                                                            | 1                                                                   | MARKOWICZ Aleksander Jezioro, Julian Klukowski, Wiktor Markowicz, Victor Melman, Jerzy Zaremba, Szelomo Zeligman   |
| 4:                                                            | 2                                                                   | FINKEL Lew Finkel, Gaylor Kasle, John Mohan, John Sutherlin                                                        |
| 4:                                                            | 3                                                                   | NETHERLANDS 1 Willem Boegem, Nico Doremans, Onno Janssens, Nico Klaver, Roald Ramer, Jaap Trouwborst               |
| 3:                                                            | 2002, 16 do 31 sierpnia, Montreal, (Kanada) 31 zespołów             | 2002, 16 do 31 sierpnia, Montreal, (Kanada) 31 zespołów                                                            |
| 3:                                                            | 1                                                                   | HOLT Boris Baran, Joe Godefrin, Diana Holt, George Middleman, Ed Schulte                                           |
| 3:                                                            | 2                                                                   | FREED Nels Erickson, Lew Finkel, Gene Freed, Joseph Kivel, Chris Larsen, Bernie Miller                             |
| 3:                                                            | 3                                                                   | SCHIPPERS Jan-Willem Bomhof, Roald Ramer, Henk Schippers, Elly Schippers-Bosklopper                                |
| 2:                                                            | 1998, 21 sierpnia do 4 września, Lille, (Francja) 38 zespołów       | 1998, 21 sierpnia do 4 września, Lille, (Francja) 38 zespołów                                                      |
| 2:                                                            | 1                                                                   | ROHAN Franz Baratta, Christo Drumew, Mosze Kac, Nisan Rand, Karl Rohan                                             |
| 2:                                                            | 2                                                                   | SZENBERG Aleksander Jezioro, Julian Klukowski, Stefan Szenberg, Andrzej Wilkosz                                    |
| 2:                                                            | 3                                                                   | ORŁOW Czesław Czyżkowski, Wacław Janicki, Andrzej Milde, Józef Pochroń, Kazimierz Puczyński, Włodzimierz Stobiecki |
| 1:                                                            | 1994, 17 września do 1 października, Albuquerque, (USA) 20 zespołów | 1994, 17 września do 1 października, Albuquerque, (USA) 20 zespołów                                                |
| 1:                                                            | 1                                                                   | ROHAN Franz Baratta, Bob Kaiser, Kees Kaiser, Mosze Kac, Nisan Rand, Karl Rohan                                    |
| 1:                                                            | 2                                                                   | LEVINE Russ Arnold, Billy Eisenberg, Fred Hamilton, Zeke Jabbour, Mike Levine, Thomas K. Sanders                   |
| 1:                                                            | 3                                                                   | RYDER Howard Hertzberg, Duncan Phillips, Robert Ryder, Bill Solomon                                                |